# Kelir
Kelir is een bestuurslaag in het regentschap Banyuwangi van de provincie Oost-Java, Indonesië. Kelir telt 4870 inwoners (volkstelling 2010).